# Merritt Putman
Pour les articles homonymes, voir Putman.
Merritt Putman, né le 22 février 1900 à Ottawa et mort le 8 janvier 1989 à Arnprior, est un coureur du combiné nordique et un fondeur canadien.

## Biographie
Pour les Jeux olympiques d'hiver de 1928, le Canada inscrit quatre athlètes dont Merritt Putman. Avec William Thompson, ils sont engagés dans l'épreuve de 18 km de ski de fond et l'épreuve combinée. Pendant la compétition, l'équipe canadienne est guidée par Alexander Keiller. Les athlètes canadiens mettent un peu de temps à s'acclimater à l'altitude et manquent d'entraînement. Merritt Putman rencontre des difficultés au début de la course de ski de fond et il se classe 41e du 18 km. Finalement, il se classe 27e de l'épreuve combinée.
En 1929, il participe au « premier tournoi de ski de l'Est canadien » organisé à La Malbaie avec entre autres Rolf Sivertsen ou encore Gerald Dupuis (en).
En 1934, il réalise un saut à ski en tandem avec Ross Wilson (en). Quelques jours plus tard, il se classe 15e du championnat de la Province de Québec de saut à ski.

## Résultats

### Jeux olympiques
| Épreuve / Édition | St-Moritz 1928 |
| Combiné nordique  | 27e            |
| Ski de fond 18 km | 41e            |

## Publications
- (en) Merritt Putman, « My Experiences at the Olympic Games, by M.G. Putman, Representing The Toronto Ski Club at the Olympic Games at St. Moritz, February, 1928 », The Canadian Ski Annual 1927&1928,‎ 1928 (lire en ligne)